# Institut Pasteur Maroc
 (avril 2021).
La mise en forme du texte ne suit pas les recommandations de Wikipédia : il faut le « wikifier ».
Les points d'amélioration suivants sont les cas les plus fréquents. Le détail des points à revoir est peut-être précisé sur la page de discussion.
- Les titres sont pré-formatés par le logiciel. Ils ne sont ni en capitales, ni en gras.
- Le texte ne doit pas être écrit en capitales (les noms de famille non plus), ni en gras, ni en italique, ni en « petit »…
- Le gras n'est utilisé que pour surligner le titre de l'article dans l'introduction, une seule fois.
- L'italique est rarement utilisé : mots en langue étrangère, titres d'œuvres, noms de bateaux, etc.
- Les citations ne sont pas en italique mais en corps de texte normal. Elles sont entourées par des guillemets français : « et ».
- Les listes à puces sont à éviter, des paragraphes rédigés étant largement préférés. Les tableaux sont à réserver à la présentation de données structurées (résultats, etc.).
- Les appels de note de bas de page (petits chiffres en exposant, introduits par l'outil «  Source ») sont à placer entre la fin de phrase et le point final[comme ça].
- Les liens internes (vers d'autres articles de Wikipédia) sont à choisir avec parcimonie. Créez des liens vers des articles approfondissant le sujet. Les termes génériques sans rapport avec le sujet sont à éviter, ainsi que les répétitions de liens vers un même terme.
- Les liens externes sont à placer uniquement dans une section « Liens externes », à la fin de l'article. Ces liens sont à choisir avec parcimonie suivant les règles définies. Si un lien sert de source à l'article, son insertion dans le texte est à faire par les notes de bas de page.
- La présentation des références doit suivre les conventions bibliographiques. Il est recommandé d'utiliser les modèles {{Ouvrage}}, {{Chapitre}}, {{Article}}, {{Lien web}} et/ou {{Bibliographie}}. Le mode d'édition visuel peut mettre en forme automatiquement les références.
- Insérer une infobox (cadre d'informations à droite) n'est pas obligatoire pour parachever la mise en page.

Pour une aide détaillée, merci de consulter Aide:Wikification.
Si vous pensez que ces points ont été résolus, vous pouvez retirer ce bandeau et améliorer la mise en forme d'un autre article.

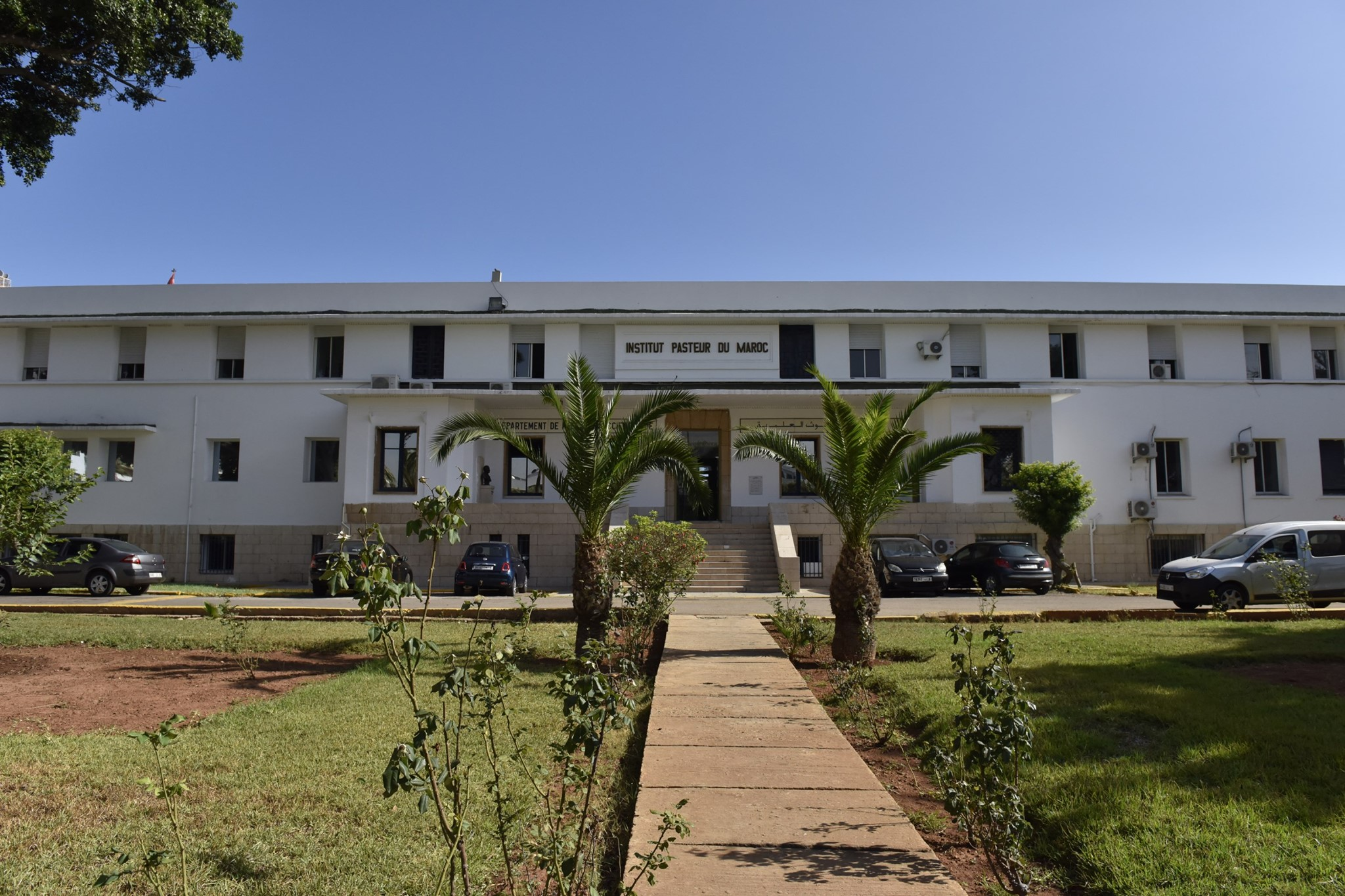
Institut Pasteur du Maroc, à Casablanca.

L'Institut Pasteur Maroc (IPM), régi par les dispositions de la convention signée le 15 novembre 1929 entre le Gouvernement marocain et l'Institut Pasteur à Paris est – en 1967 – transformé, sous la dénomination « Centre des sérums et vaccins », en un établissement public, doté de la personnalité civile et de l'autonomie financière, placé sous la tutelle administrative du ministre chargé de la santé publique et dont le siège est à Casablanca.
L’Institut Pasteur du Maroc est assimilé à un établissement pharmaceutique industriel. L’IPM fait partie des membres du Réseau international des instituts Pasteur (RIIP) et de l’International Association Of National Public Health Institutes (IANPHI).

## Mission
L’Institut Pasteur du Maroc de Casablanca a été créé pour trois missions principales : la recherche, l'amélioration de la Santé Publique et l'enseignement.
Son champ d’activité se divise en trois parties sont :
Les activités de production : Une unité de production a été spécialement inaugurée pour assurer la production des vaccins, des sérums thérapeutiques, des milieux de culture et des réactifs de laboratoires;
Les activités du secteur public : La recherche scientifique fondamentale et appliquée sur la microbiologie (tuberculose, chlamydiæ, enterobactéries, salmonelles, microbiologie alimentaire…), la virologie (hépatites virales, rétrovirus, SIDA, IST, Rage), la biochimie (recherches sur les venins scorpioniques et vipérins au Maroc) et la génétique (Maladies génétiques et prédispositions génétiques à certaines maladies);
Et les activités d’enseignements : organisation de congrès et de séminaires, enseignement de la microbiologie, de la parasitologie et de la biologie du développement, préparation des études approfondies (DEA) et des thèses de 3e cycle.
L'IPM est un outil au service de la santé publique du Royaume de Maroc, il a au moins 270 employés.
Les domaines de travail de l'Institut Pasteur au Maroc sont :
- Promouvoir et développer la recherche fondamentale et appliquée
- Contribuer à l'expertise sur une base contractuelle, aux analyses biologiques et aux conseils pour chaque individu, entreprise, service ou toute institution régionale, nationale ou internationale
- Fabrication, importation, exportation et distribution de vaccins, sérums et matériels biologiques à des fins thérapeutiques et diagnostiques
- Contribuer à l'enseignement des disciplines biologiques liées à ces activités

Ainsi, les domaines d'activité de l'Institut Pasteur Maroc sont liés à la recherche scientifique, aux analyses biologiques, aux services de sécurité alimentaire et environnementale et à la production de matériel biologique.

### Organisation
L’Institut Pasteur Maroc a 5 départements :
- Département médical.
- Département de la recherche scientifique.
- Département de production pharmaceutique et biologique.
- Département analytique.
L’IPM a développé plusieurs de ses prestations de service avec son propre centre de Biologie. Ce dernier est Considéré comme le plus important du Royaume, il répond presque à tous les besoins en matière de diagnostic biologique et d’analyses médicales.
Le laboratoire de biologie moléculaire (du département de biologie médicale) il a un rôle très important dans le diagnostic et le suivi thérapeutique des maladies infectieuses, en particulier dans le domaine des hépatites virales.

## Histoire
La présence pasteurienne au Maroc remonte à 1911, date à laquelle une filiale de l'Institut Pasteur de Paris a été créée à Tanger. Rapidement après la signature du traité de Fès en 1912, l'Institut Pasteur de Tanger s'est trouvé séparé du Royaume du Maroc sous protectorat  français et, en décembre 1928, le Dr Edmond Sergent fut chargé d'étudier la création d'un nouvel Institut Pasteur.
Le 15 novembre 1929 fut décidée la création de l'Institut Pasteur du Maroc à Casablanca,sur l'initiative du Dr Emile Roux, à l'époque directeur de l'Institut Pasteur à Paris et de Mr. Lucien Saint, Résident Général de la République Française au Maroc.
En 1967, les deux Instituts Pasteur, celui de Tanger et celui de  Casablanca, furent réunis  pour constituer l'Institut Pasteur du Maroc, par Décret (N-176-66 du 14 Raia I 1387/23 juin 1967).